# موسیقی جهانی پوتوماجو
موسیقی جهانی پوتوماجو یک ناشر موسیقی نیویورکی است که در حال حاضر به تلفیقی از موسیقی ملل، نواحی یا سبک‌های موسیقایی مختلف که مشمول موسیقی جهان می‌شوند مشغول است.

## ریشه جویی
دان استوپر نام شرکت خود را پس از سفر به کلمبیا پوتوماجو نهاد که در آن جا نام یک رودخانه و یک استان این کشور است. رودخانه پوتوماجو مرز بین پرو و کلبیا را ترسیم می‌کند. گفته می‌شود که این نام، اسم یک پرنده است. (حواصیل)

## تاریخچه
استوپر در راه بازگشت از مسافرتش برای مدتی در سان فرانسیسکوی ایالت کالیفرنیا توقف کرد. او در پارک گلدن گیت موسیقی گروه نیجریه ای کوتوجا را شنید و تحت تأثیر موسیقی کوتوجا و نحوه جمع شدن مردم قرار گرفت.
این موضوع باعث تغییرنحوه ارائه موسیقی در فروشگاه‌هایش شد. او تلفیقی از موسیقی‌هایی را که در سفرهایش جمع‌آوری کرده بود ساخت و با عکس‌العمل مثبتی روبرو شد که این منجر به انتشار اولین آلبومش در سال ۱۹۹۳ گردید.

## آثاز هنری
هر آلبوم منتشر شده، هنر منش نمای نیکولا هایندل را بر روی جلد خود دارد.
هنر او هم مدرن و هم محلی است و به نقل ار سایت پوتوماجو،"یکی از اهداف پوتو ماجو که اتصال سنتیبه معاصر است را نمایش می‌دهد.